# Tormenta tropical de Long Beach de 1939
El Huracán de California de 1939, también llamada como la Tormenta tropical de Long Beach de 1939, El Cordonazo, El Lash de St. Francis fue un ciclón tropical que golpeó al Sur de California en septiembre de 1939. Anteriormente era un huracán, y es la única tormenta tropical que se conoce en haber tocado tierra en California en el siglo XX. El otro ciclón tropical que ha afectado directamente a la costa de California fue el huracán de San Diego de 1858, y sólo otros ciclones tropicales han causado vientos huracanados en los Estados Unidos continentales. La tormenta tropical causó muchas inundaciones, dejando a su paso varios muertos, la mayoría en el mar. Su nombre se debe al fenómeno anual llamado Cordonazo de San Francisco.

## Historia meteorológica
El 15 de septiembre, una depresión tropical se formó en las costas de Centroamérica. Se movió al noroeste, y pasó al sur y al oeste de las islas Revillagigedo. Después giró al norte y después al noreste. Por algún tiempo, fue un huracán, pero perdió su intensidad un poco antes del 25 de septiembre. La tormenta tropical tocó tierra en San Pedro, California en la mañana del 25 de septiembre con vientos huracanados, disipándose el mismo día.
Los vientos más fuertes que se reportaron fueron de fuerza 11, reportado por un barco, haciendo de este sistema un huracán leve. La presión más baja reportada por el mismo barco fue de 27.67 inHg (971 mb).

### Rumbo inusual
Debido a la rotación de la Tierra, los ciclones tropicales del hemisferio norte tienden a moverse desde el este al oeste. Esto hace que los ciclones tropicales se acerquen raramente a la costa oeste de los Estados Unidos. Otro factor que inhibe a California de que los huracanes toquen tierra es la temperatura del agua. Debido a las corrientes del agua, las aguas de las costas de California raramente suben por arriba de los 70 °F (21,1 °C), lo que impide que se formen los huracanes por ser aguas muy frías. Este ciclón tropical fue muy rara que sólo otras tres tormentas del pacífico oriental han traído vientos huracanados a la costa oeste continental de los Estados Unidos durante el siglo XX. La Tormenta Tropical de Long beach fue la única en tocar tierra; las otras tres tocaron tierra en México antes de moverse al norte.

## Impacto
La tormenta dejó caer mucha lluvia sobre California, con 5,66 pulgadas (143,8 mm) sobre Los Ángeles (5.24 pulgadas en 24 horas) y 11,6 pulgadas (294,6 mm) registrada en Mount Wilson, ambos récords de septiembre. Sobre tres horas, una sola tormenta dejó caer 7 pulgadas (177,8 mm) de lluvias en Indio. 9.65 pulgadas llovieron sobre Raywood Flat, y 1,51 pulgadas (38,4 mm) en Palm Springs. 4.83 pulgadas en Pasadena, un récord de septiembre en ese tiempo. En Citrus Belt cerca de Anaheim cayeron al menos 4.63 pulgadas. Las lluvias de 11,6 pulgadas (294,6 mm) en Mount Wilson es una de las precipitaciones más altas que se tiene registrada en California de un ciclón tropical, aunque por lo menos un sistema tiene un mayor punto máximo. Las lluvias causaron una inundación de 2 a 4 pies (1,2 m) de profundidad en el Valle Coachella, aunque algunas de estas pudieron ser atribuible a una tormenta caída de 6,45 pulgadas (163,8 mm) de lluvias en Indio un día antes que la tormenta tocara tierra. El río Los Ángeles, que por lo general es bajo durante el mes de septiembre, se había convertido en un torrencial con aguas caudalosas.
Las inundaciones mataron a 45 en el Sur de California, aunque estas muertes pudieran atribuirse a las lluvias inmediatas seguidas de la tormenta. En el mar, al menos 48 murieron. El Centro Nacional de Huracanes sólo atribuye 45 muertes a este sistema. Seis personas atrapadas en la playa se ahogaron, el resto de los muertos estaban en el mar. Veinte y cuatro murieron a bordo de un buque llamado el Spray ya que trató de atracar en Punto Mugu. Los dos sobrevivientes, un hombre y una mujer, nadaron hasta la costa y después caminaron cinco millas (8 km) hacia Oxnard. Quince personas de Ventura se ahogaron a bordo de un bote de pesca llamado Lur. Muchos otros balseros se ahogaron, zozobrados, o lanzados al orilla.
Muchas áreas bajo el nivel del mar fueron inundadas. Hamilton Bowl se inundó, inundando el área de Signal Hill. A lo largo de las costas de Malibu hasta Huntington Beach las casas fueron inundadas. A lo largo de la zona, miles de personas fueron abandonadas en sus hogares. las calles de Los Ángeles estaban completamente inundadas, edificios inundados y carros estancados. Las inundaciones en Inglewood y Los Ángeles alcanzaron una profundidad de entre dos a tres  pies. La construcción hechas por el ingeniero del Ejército en el canal del río Los Ángeles fueron detenidas por las inundaciones. En Long Beach las ventanas fueron quebradas por los vientos. En Belmont Shore, las olas destruyeron a diez casas, con desechos esparcidos por toda la costa. La agricultura de la zona fue afectada con daños en los campos de mazorca del Valle Coachella Valley con hasta el 75%.
La lluvia arrastró 150 pie (45,7 m) de una sección del Southern Pacific Railroad cerca de Indio, y una parte de la línea principal de Santa Fe cerca de Needles. El agua de una tormenta bajo desaguaron bajo el Valle de Santa Mónica bloqueando a la Ruta Estatal 6 de California. El muelle en Point Mugu fue destruido y arrastrado por el mar. En Pasadena, 5000 quedaron sin electricidad y 2000 perdieron el servicio telefónico. Las comunicaciones en toda la zona afectada se vio perturbada o imposibilitada. El daño total fue alrededor de $2 millones (1939 USD, $26.2 millones 2005 USD).
La tormenta tropical fue acreditada con al menos un efecto beneficioso: acabó con la ola de calor que había durado al menos una semana y había matado alrededor de 90 personas.
Las personas no estaban preparadas y no sabían que una tormenta llegaría, por lo que la describieron como una tormenta que pasó "de repente". Algunas personas aún estaban en las playas de Long Beach cuando el viento alcanzó las 40 millas por hora, y posteriormente los guardacostas empezaron a evacuar el área. Las escuelas de Long Beach tuvieron que ser cerradas. En el océano, los Guardacostas y la Armada condujeron las operaciones de rescate, salvando a docenas de personas. En respuesta a la falta de preparación de los californianos, la Administración Atmosférica estableció una oficina para avisos de huracanes en el Sur de California, y empezó a operar en febrero de 1940.